# Grabenstraße 5 (Bad Camberg)

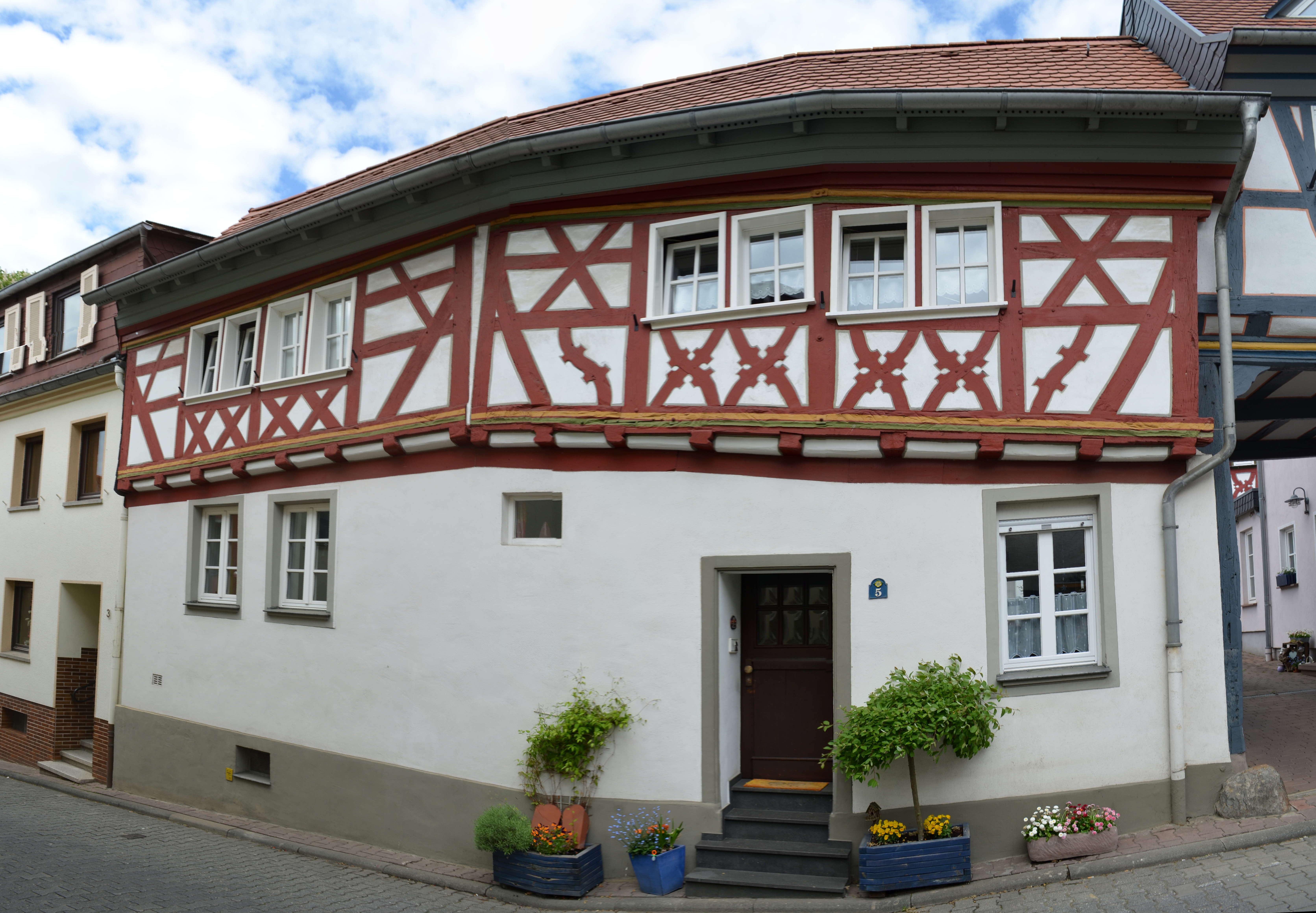
Gebäude Grabenstraße 5 in Bad Camberg

Das Gebäude Grabenstraße 5 in Bad Camberg, einer Stadt im Süden des mittelhessischen Landkreises Limburg-Weilburg, wurde zwischen 1695 und 1705 errichtet. Das Wohnhaus ist ein geschütztes Kulturdenkmal.
Das zweigeschossige Fachwerkhaus ist in einem insgesamt unveränderten Zustand. Es hat einen starken Geschossüberstand auf zwei kräftigen, profilierten Balkenköpfen. Das Fachwerk ist mit Mannfiguren und Andreaskreuzen geschmückt. 
Das Gebäude wurde vor einigen Jahren umfassend renoviert.